# Karl Kajetan von Gaisruck
O Conde Karl Kajetan von Gaisruck (em italiano: Carlo Gaetano II di Gaisruck; Klagenfurt, 7 de agosto de 1769 - Milão, 19 de novembro de 1846) foi um cardeal e arcebispo católico austríaco.

## Biografia

### Os primeiros anos e o início da carreira eclesiástica
Nasceu em Klagenfurt em 7 de agosto de 1769, filho do conde Johann Jakob, governador da Alta Galícia, e de Maria Franciska Anna Walburga, uma nobre tirolesa de origem italiana.
Completou seus estudos em Passau, em Salzburg e no Collegium Germanicum em Roma. Iniciado na carreira eclesiástica, recebeu a confirmação em 10 de setembro de 1780 e as ordens menores em 14 de agosto de 1788, o subdiaconato em 26 de dezembro de 1795 e o diaconato em 23 de dezembro de 1797. Em seguida, recebeu o doutorado em artes liberais e filosofia pela Universidade de Salzburgo. Em setembro de 1788 foi também eleito cônego da catedral de Passau e em 1800 foi ordenado sacerdote.
No ano seguinte tornou-se bispo auxiliar de Passau, obtendo o título de bispo titular de Derbe. Ele foi consagrado bispo em 23 de agosto de 1801 pelo último príncipe-bispo de Passau, Leopold Leonhard Raymund von Thun und Hohenstein. Após a secularização do bispado de Passau em 1803, Gaisruck teve que deixar a cidade e serviu como pároco na diocese de Linz até sua nomeação para cargos superiores.

### Nomeação para o escritório de Milão

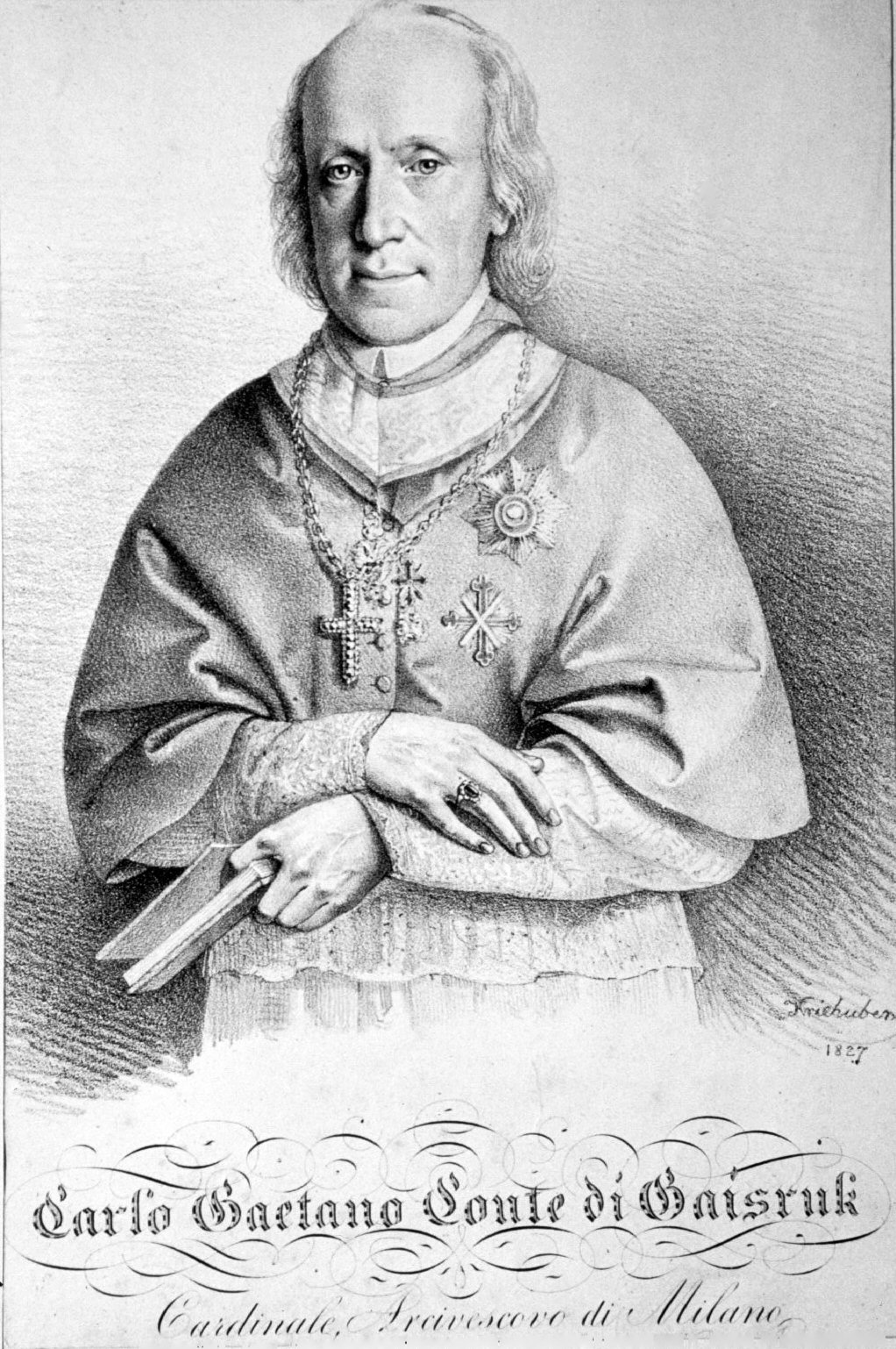
Karl Kajetan von Gaisruck in una litografia del 1827

Na Itália, entretanto, a situação tornou-se cada vez mais difícil durante os anos do domínio napoleônico, que trouxe a área milanesa para a França de Bonaparte. Após a derrota de Napoleão em 1815, o Congresso de Viena atribuiu o antigo ducado de Milão ao imperador Francisco I da Áustria, que o uniu a Veneza para formar o Reino da Lombardia-Vêneto. Pretendendo poder contar com pessoas da sua confiança para ocuparem as várias cátedras episcopais dos seus novos domínios, a 1 de março de 1816 Francisco II nomeou o austríaco Gaisruck para o título de arcebispo de Milão, sem acordo prévio com o Papa Pio VII. Foram necessários dois anos de negociações com Roma para finalmente permitir sua instalação na sede episcopal de Sant'Ambrogio e, finalmente, em 16 de março de 1818, o papa deu seu consentimento à nomeação e Gaisruck tornou-se arcebispo de Milão. O Papa Leão XII o elevou ao posto de cardeal no consistório de 27 de setembro de 1824; em 1829 recebeu o título presbiteral de San Marco.
Durante sua regência na sé episcopal milanesa, foi nomeado Conselheiro Íntimo do Imperador, bem como membro honorário do Instituto Real Imperial de Ciências, Artes e Letras de Milão. Em todo o caso, encontrou muitas dificuldades essencialmente devido às reformas anticlericais empreendidas primeiro pelo imperador austríaco José II e depois pelo próprio Napoleão, que exigiu não poucos esforços de Gaisruck para a reforma do clero: obteve informações sobre todos os padres e benefícios na diocese, atribuindo gratuidades com base em concursos de mérito, expulsando padres estrangeiros analfabetos da diocese (especialmente os da Córsega), pediu ao governo austríaco a abertura de uma penitenciária para padres (em San Clemente, em Veneza), e reabriu os seminários. Gaisruck, por sua vez, não era italiano e, portanto, governou a diocese com pleno consentimento, graças ao apoio de um conselho formado por vinte padres diocesanos de origem italiana.

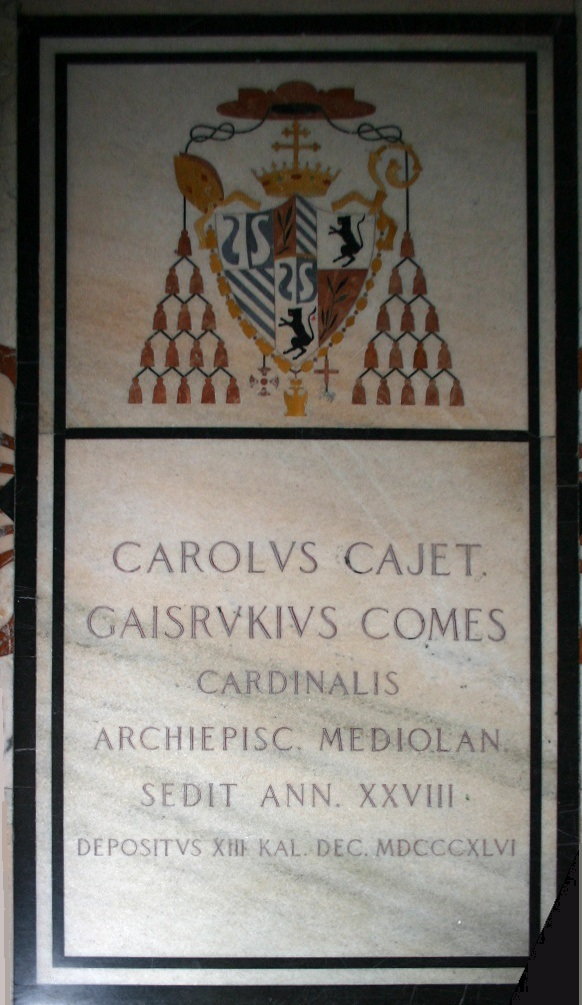
O túmulo do cardeal Gaisruck no Duomo de Milão, no corredor direito.

Gaisruck tinha predileção pelo clero secular formado regularmente em seminários diocesanos. A sua abordagem às ordens religiosas regulares foi, pelo contrário, complexa: não permitiu que jesuítas, dominicanos e capuchinhos regressassem a Milão, mas permitiu, por exemplo, que os barnabitas e os somascanos desenvolvessem atividades assistenciais e educativas. Entre as congregações femininas, permitiu a reconstituição das monjas ambrosianas do Sacro Monte e das Ursulinas em 1844.
Em 1841 fundou o jornal L'amico cattolico para promover e atualizar o povo sobre informações religiosas. A política de Gaisruck, no entanto, não foi apreciada por alguns a ponto de ser acusado pelo Papa Gregório XVI por um grupo de padres anônimos do jansenismo e de não ser suficientemente devoto a Roma. O mesmo papa escreveu a Gaisruck uma carta de ressentimento pela edição do Breviário Ambrosiano que ele queria em 1844, mas o arcebispo de Milão sempre rejeitou todas as acusações feitas contra ele.
No conclave de 1846, ele deveria representar o imperador da Áustria contra a eleição do cardeal Mastai-Ferretti, mas chegou tarde demais; o cardeal foi eleito com o nome de Pio IX.
Ele morreu em Milão em 19 de novembro de 1846 com a idade de 77 anos, deixando todos os seus bens para a arquidiocese de Milão e foi sepultado dentro da catedral da cidade.
Mesmo que Gaisruck fosse uma pessoa muito piedosa e um pastor vigoroso, sua nacionalidade e sua ideia de igreja indissociavelmente ligada ao destino do Império Austríaco nunca o tornaram popular entre os milaneses, especialmente nos últimos anos de sua regência, em um período já marcado pelos primeiros indícios da unificação da Itália.